# Großer Preis der Niederlande
Als Großer Preis der Niederlande (niederländisch Grote Prijs van Nederland) wurde bisher offiziell 32 Mal ein Automobilrennen in der Nähe der niederländischen Gemeinde Zandvoort ausgetragen, das bisher 30 Mal zur Automobil- bzw. Formel-1-Weltmeisterschaft zählte.

## Geschichte

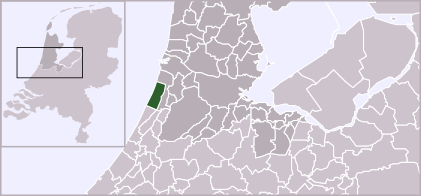
Lage von Zandvoort

Seit den 1950er Jahren fand dieser Grand Prix immer in Zandvoort direkt an der Nordseeküste auf dem durch die Dünen führenden Rennkurs Circuit Zandvoort statt.
Das erste zur Formel-1-WM zählende Rennen wurde in der Saison 1952 ausgetragen. Eine Wiederaufnahme von Formel-1-Grand Prix in Zandvoort war für 2020 geplant, musste aber aufgrund der COVID-19-Pandemie abgesagt werden. Seit der Saison 2021 finden wieder Formel-1-Rennen auf Zandvoort statt.
In den Jahren 1950 und 1951 gab es bereits zwei Rennen mit Formel-1-Fahrzeugen in Zandvoort, die jedoch nicht zur offiziellen WM-Wertung zählten. Beide Rennen gewann der Franzose Louis Rosier in einem Talbot.
Da die Strecke nach 1971 nicht mehr den Sicherheitsstandards entsprach, wurde sie umgebaut und erst 1973 wieder in den Formel-1-Terminkalender aufgenommen. Man hatte zwar eine neue Schikane mit dem Namen Panorama hinzugefügt, doch trotz der neuen Standards starb der Fahrer Roger Williamson im Rennen. 1979 fügte man eine weitere Schikane hinzu. Im Jahre 1980 verunglückte hier der deutsche Rennfahrer Hans-Georg Bürger tödlich. 1998 wurde der Kurs umfassend saniert, bei der die Strecke auf 4,26 km gekürzt wurde. Die berühmten Kurven Tarzanbocht, Hugenholtzbocht und Scheivlak wurden in ihrer Ursprungsform erhalten.
2019 wurde bekanntgegeben, dass die Formel 1 ab 2020 für mindestens drei Jahre in die Niederlande zurückkehren wird. Von Ende 2019 bis Anfang 2020 wurden für die Formel-1-Rückkehr umfassende Änderungen am Circuit Park Zandvoort vorgenommen. Unter anderem wurden die Kurven Hugenholtzbocht und Arie Luyendijkbocht zu konkaven Steilkurven umgebaut, bei der die letzte Kurve eine Neigung von bis zu 32 Prozent (18 Grad) aufweist. Aufgrund der COVID-19-Pandemie gaben die Veranstalter im Mai 2020 bekannt, dass das Rennen komplett abgesagt wird. Das Comeback verschob sich damit auf 2021. Da die Strecke durch ein Naturschutzgebiet führt, bleibt die Durchführung des Rennens umstritten.
Rekordsieger ist Jim Clark mit vier Siegen in den 1960er Jahren. Jackie Stewart, Niki Lauda und Max Verstappen konnten den Großen Preis der Niederlande jeweils dreimal gewinnen.

Circuit Park Zandvoort von 1948 bis 1972
Streckenlayout von 1973 bis 1979
Zandvoort von 1980 bis 1988
Circuit Park Zandvoort von 1989 bis 1998
Streckenverlauf nach dem Umbau von 1998

## Ergebnisse
| Auflage | Jahr          | Strecke                                 | Sieger                                      | Zweiter                                        | Dritter                                 | Pole-Position                               | Schnellste Runde                               |                                         |
| ------- | ------------- | --------------------------------------- | ------------------------------------------- | ---------------------------------------------- | --------------------------------------- | ------------------------------------------- | ---------------------------------------------- | --------------------------------------- |
| (0)     | 1948          | Zandvoort                               | Prinz Bira (Maserati)                       | Tony Rolt (Alfa Romeo)                         | Reg Parnell (Maserati)                  | Reg Parnell (Maserati)                      | Prinz Bira (Maserati)                          |                                         |
| (0)     | 1949          | Zandvoort                               | Luigi Villoresi (Ferrari)                   | Toulo de Graffenried (Maserati)                | Prinz Bira (Maserati)                   | Luigi Villoresi (Ferrari)                   | Reg Parnell (Maserati)                         |                                         |
| 1       | 1950          | Zandvoort                               | Louis Rosier (Talbot)                       | Luigi Villoresi (Ferrari)                      | Alberto Ascari (Ferrari)                | Raymond Sommer (Talbot)                     | Raymond Sommer (Talbot)                        |                                         |
| 2       | 1951          | Zandvoort                               | Louis Rosier (Talbot)                       | Philippe Étancelin (Talbot)                    | Stirling Moss (HWM)                     | Giuseppe Farina (Maserati)                  | André Pilette (Talbot)                         |                                         |
| 3       | 1952          | Zandvoort                               | Alberto Ascari (Ferrari)                    | Giuseppe Farina (Ferrari)                      | Luigi Villoresi (Ferrari)               | Alberto Ascari (Ferrari)                    | Alberto Ascari (Ferrari)                       |                                         |
| 4       | 1953          | Zandvoort                               | Alberto Ascari (Ferrari)                    | Giuseppe Farina (Ferrari)                      | Felice Bonetto (Maserati)               | Alberto Ascari (Ferrari)                    | Luigi Villoresi (Ferrari)                      |                                         |
|         | 1954          | kein Großer Preis der Niederlande       | kein Großer Preis der Niederlande           | kein Großer Preis der Niederlande              | kein Großer Preis der Niederlande       | kein Großer Preis der Niederlande           | kein Großer Preis der Niederlande              |                                         |
| 5       | 1955          | Zandvoort                               | Juan Manuel Fangio (Mercedes)               | Stirling Moss (Mercedes)                       | Luigi Musso (Maserati)                  | Juan Manuel Fangio (Mercedes)               | Roberto Mieres (Maserati)                      |                                         |
|         | 1956 und 1957 | kein Großer Preis der Niederlande       | kein Großer Preis der Niederlande           | kein Großer Preis der Niederlande              | kein Großer Preis der Niederlande       | kein Großer Preis der Niederlande           | kein Großer Preis der Niederlande              |                                         |
| 6       | 1958          | Zandvoort                               | Stirling Moss (Vanwall)                     | Harry Schell (B.R.M.)                          | Jean Behra (B.R.M.)                     | Stuart Lewis-Evans (Vanwall)                | Stirling Moss (Vanwall)                        |                                         |
| 7       | 1959          | Zandvoort                               | Joakim Bonnier (B.R.M.)                     | Jack Brabham (Cooper-Climax)                   | Masten Gregory (Cooper-Climax)          | Joakim Bonnier (B.R.M.)                     | Stirling Moss (Cooper-Climax)                  |                                         |
| 8       | 1960          | Zandvoort                               | Jack Brabham (Cooper-Climax)                | Innes Ireland (Lotus-Climax)                   | Graham Hill (B.R.M.)                    | Stirling Moss (Lotus-Climax)                | Stirling Moss (Lotus-Climax)                   |                                         |
| 9       | 1961          | Zandvoort                               | Wolfgang von Trips (Ferrari)                | Phil Hill (Ferrari)                            | Jim Clark (Lotus-Climax)                | Phil Hill (Ferrari)                         | Jim Clark (Lotus-Climax)                       |                                         |
| 10      | 1962          | Zandvoort                               | Graham Hill (B.R.M.)                        | Trevor Taylor (Lotus-Climax)                   | Phil Hill (Ferrari)                     | John Surtees (Lola-Climax)                  | Bruce McLaren (Cooper-Climax)                  |                                         |
| 11      | 1963          | Zandvoort                               | Jim Clark (Lotus-Climax)                    | Dan Gurney (Brabham-Climax)                    | John Surtees (Ferrari)                  | Jim Clark (Lotus-Climax)                    | Jim Clark (Lotus-Climax)                       |                                         |
| 12      | 1964          | Zandvoort                               | Jim Clark (Lotus-Climax)                    | John Surtees (Ferrari)                         | Peter Arundell (Lotus-Climax)           | Dan Gurney (Brabham-Climax)                 | Jim Clark (Lotus-Climax)                       |                                         |
| 13      | 1965          | Zandvoort                               | Jim Clark (Lotus-Climax)                    | Jackie Stewart (B.R.M.)                        | Dan Gurney (Brabham-Climax)             | Graham Hill (B.R.M.)                        | Jim Clark (Lotus-Climax)                       |                                         |
| 14      | 1966          | Zandvoort                               | Jack Brabham (Brabham-Repco)                | Graham Hill (B.R.M.)                           | Jim Clark (Lotus-Climax)                | Jack Brabham (Brabham-Repco)                | Denis Hulme (Brabham-Repco)                    |                                         |
| 15      | 1967          | Zandvoort                               | Jim Clark (Lotus-Ford Cosworth)             | Jack Brabham (Brabham-Repco)                   | Denis Hulme (Brabham-Repco)             | Graham Hill (Lotus-Ford Cosworth)           | Jim Clark (Lotus-Ford Cosworth)                |                                         |
| 16      | 1968          | Zandvoort                               | Jackie Stewart (Matra-Ford Cosworth)        | Jean-Pierre Beltoise (Matra-Ford Cosworth)     | Pedro Rodríguez (B.R.M.)                | Chris Amon (Ferrari)                        | Jean-Pierre Beltoise (Matra-Ford Cosworth)     |                                         |
| 17      | 1969          | Zandvoort                               | Jackie Stewart (Matra-Ford Cosworth)        | Jo Siffert (Lotus-Ford Cosworth)               | Chris Amon (Ferrari)                    | Jochen Rindt (Lotus-Ford Cosworth)          | Jackie Stewart (Matra-Ford Cosworth)           |                                         |
| 18      | 1970          | Zandvoort                               | Jochen Rindt (Lotus-Ford Cosworth)          | Jackie Stewart (March-Ford Cosworth)           | Jacky Ickx (Ferrari)                    | Jochen Rindt (Lotus-Ford Cosworth)          | Jacky Ickx (Ferrari)                           |                                         |
| 19      | 1971          | Zandvoort                               | Jacky Ickx (Ferrari)                        | Pedro Rodríguez (B.R.M.)                       | Clay Regazzoni (Ferrari)                | Jacky Ickx (Ferrari)                        | Jacky Ickx (Ferrari)                           |                                         |
|         | 1972          | kein Großer Preis der Niederlande       | kein Großer Preis der Niederlande           | kein Großer Preis der Niederlande              | kein Großer Preis der Niederlande       | kein Großer Preis der Niederlande           | kein Großer Preis der Niederlande              |                                         |
| 20      | 1973          | Zandvoort                               | Jackie Stewart (Tyrrell-Ford)               | François Cevert (Tyrrell-Ford)                 | James Hunt (March-Ford)                 | Ronnie Peterson (Lotus-Ford)                | Ronnie Peterson (Lotus-Ford)                   |                                         |
| 21      | 1974          | Zandvoort                               | Niki Lauda (Ferrari)                        | Clay Regazzoni (Ferrari)                       | Emerson Fittipaldi (McLaren-Ford)       | Niki Lauda (Ferrari)                        | Ronnie Peterson (Lotus-Ford)                   |                                         |
| 22      | 1975          | Zandvoort                               | James Hunt (Hesketh-Ford)                   | Niki Lauda (Ferrari)                           | Clay Regazzoni (Ferrari)                | Niki Lauda (Ferrari)                        | Niki Lauda (Ferrari)                           |                                         |
| 23      | 1976          | Zandvoort                               | James Hunt (McLaren-Ford)                   | Clay Regazzoni (Ferrari)                       | Mario Andretti (Lotus-Ford)             | Ronnie Peterson (March-Ford)                | Clay Regazzoni (Ferrari)                       |                                         |
| 24      | 1977          | Zandvoort                               | Niki Lauda (Ferrari)                        | Jacques Laffite (Ligier-Matra)                 | Jody Scheckter (Wolf-Ford)              | Mario Andretti (Lotus-Ford)                 | Niki Lauda (Ferrari)                           |                                         |
| 25      | 1978          | Zandvoort                               | Mario Andretti (Lotus-Ford)                 | Ronnie Peterson (Lotus-Ford)                   | Niki Lauda (Brabham-Alfa Romeo)         | Mario Andretti (Lotus-Ford)                 | Niki Lauda (Brabham-Alfa Romeo)                |                                         |
| 26      | 1979          | Zandvoort                               | Alan Jones (Williams-Ford)                  | Jody Scheckter (Ferrari)                       | Jacques Laffite (Ligier-Ford)           | René Arnoux (Renault)                       | Gilles Villeneuve (Ferrari)                    |                                         |
| 27      | 1980          | Zandvoort                               | Nelson Piquet (Brabham-Ford)                | René Arnoux (Renault)                          | Jacques Laffite (Ligier-Ford)           | René Arnoux (Renault)                       | René Arnoux (Renault)                          |                                         |
| 28      | 1981          | Zandvoort                               | Alain Prost (Renault)                       | Nelson Piquet (Brabham-Ford)                   | Alan Jones (Williams-Ford)              | Alain Prost (Renault)                       | Alan Jones (Williams-Ford)                     |                                         |
| 29      | 1982          | Zandvoort                               | Didier Pironi (Ferrari)                     | Nelson Piquet (Brabham-BMW)                    | Keke Rosberg (Williams-Ford)            | René Arnoux (Renault)                       | Derek Warwick (Toleman-Hart)                   |                                         |
| 30      | 1983          | Zandvoort                               | René Arnoux (Ferrari)                       | Patrick Tambay (Renault)                       | John Watson (Rennfahrer) (McLaren-Ford) | Nelson Piquet (Brabham-BMW)                 | René Arnoux (Renault)                          |                                         |
| 31      | 1984          | Zandvoort                               | Alain Prost (McLaren-TAG Porsche)           | Niki Lauda (McLaren-TAG Porsche)               | Nigel Mansell (Lotus-Renault)           | Alain Prost (McLaren-TAG Porsche)           | René Arnoux (Ferrari)                          |                                         |
| 32      | 1985          | Zandvoort                               | Niki Lauda (McLaren-TAG Porsche)            | Alain Prost (McLaren-TAG Porsche)              | Ayrton Senna (Lotus-Renault)            | Nelson Piquet (Brabham-BMW)                 | Alain Prost (McLaren-TAG Porsche)              |                                         |
|         | 1986 bis 2019 | kein Großer Preis der Niederlande       | kein Großer Preis der Niederlande           | kein Großer Preis der Niederlande              | kein Großer Preis der Niederlande       | kein Großer Preis der Niederlande           | kein Großer Preis der Niederlande              | kein Großer Preis der Niederlande       |
|         | 2020          | abgesagt aufgrund der COVID-19-Pandemie | abgesagt aufgrund der COVID-19-Pandemie     | abgesagt aufgrund der COVID-19-Pandemie        | abgesagt aufgrund der COVID-19-Pandemie | abgesagt aufgrund der COVID-19-Pandemie     | abgesagt aufgrund der COVID-19-Pandemie        | abgesagt aufgrund der COVID-19-Pandemie |
| 33      | 2021          | Zandvoort                               | Max Verstappen (Red Bull Racing-Honda)      | Lewis Hamilton (Mercedes)                      | Valtteri Bottas (Mercedes)              | Max Verstappen (Red Bull Racing-Honda)      | Lewis Hamilton (Mercedes)                      |                                         |
| 34      | 2022          | Zandvoort                               | Max Verstappen (Red Bull Racing-RBPT)       | George Russell (Mercedes)                      | Charles Leclerc (Ferrari)               | Max Verstappen (Red Bull Racing-RBPT)       | Max Verstappen (Red Bull Racing-RBPT)          |                                         |
| 35      | 2023          | Zandvoort                               | Max Verstappen (Red Bull Racing-Honda RBPT) | Fernando Alonso (Aston Martin Aramco-Mercedes) | Pierre Gasly (Alpine-Renault)           | Max Verstappen (Red Bull Racing-Honda RBPT) | Fernando Alonso (Aston Martin Aramco-Mercedes) |                                         |
| 36      | 2024          | Zandvoort                               | Lando Norris (McLaren-Mercedes)             | Max Verstappen (Red Bull Racing-Honda RBPT)    | Charles Leclerc (Ferrari)               | Lando Norris (McLaren-Mercedes)             | Lando Norris (McLaren-Mercedes)                |                                         |

| Legende   | Legende                                                                                              | Legende                                                     |
| Abkürzung | Klasse                                                                                               | Kommentar                                                   |
| --------- | --- | ----------------------------------------------------------- |
| F1        | Formel 1                                                                                             | Formel-1-Weltmeisterschaft ab 1950                          |
| F2        | Formel 2                                                                                             |                                                             |
| FL        | Formula libre                                                                                        | Fahrzeugklasse in der Regel vom Veranstalter ausgeschrieben |
| SW        | Sportwagen                                                                                           |                                                             |
| TW        | Tourenwagen                                                                                          |                                                             |
| GP        | Grand-Prix-Fahrzeuge                                                                                 |                                                             |
|           | ↓ Durchgehende graue Linien zeigen an, wann in der Geschichte auf einem neuen Kurs gefahren wurde. ↓ |                                                             |
|           | |                                                             |
|           | Einträge mit hellrotem Hintergrund waren keine Läufe zur Automobil- bzw. Formel-1-Weltmeisterschaft. |                                                             |
|           | Einträge mit gelbem Hintergrund waren Läufe zur Europameisterschaft.                                 |                                                             |